# You Don't Own Me (Grace)
You Don't Own Me è un singolo della cantante australiana Grace pubblicato il 17 marzo 2015, nuova versione del brano You Don't Own Me con la collaborazione del rapper statunitense G-Eazy. Il brano è stato inserito nel primo album in studio della cantante FMA.

## Descrizione
Il brano è una rivisitazione in chiave moderna della canzone di Lesley Gore del 1963 You Don't Own Me, che lanciò la cantante al grande pubblico. Il singolo è stato prodotto da Quincy Jones per la Sony, e abbandona lo stile pop della versione originale per abbracciare invece un genere più hip hop soul e R&B.
In un'intervista per House of Fraser la cantante Grace ha raccontato, in merito alla versione originale della Gore: "Quincy Jones mi ha spiegato come la canzone fosse uscita durante la nascita del movimento femminista e come fosse una dichiarazione forte di libertà ed emancipazione. Ho amato la canzone, così come mi sono innamorata di Lesley Gore come artista, e così ho iniziato a scriverci sopra. [You Don't Own Me] mi ha davvero ispirata."

## Video musicale
Il videoclip della canzone, diretto da Taylor Cohen, è stato pubblicato sul canale YouTube ufficiale di Grace il 1 giugno 2015.

## Successo commerciale
Pubblicata il 17 marzo 2015, esattamente un mese dopo la morte di Lesley Gore, la canzone ha immediatamente raggiunto il primo posto nelle classifiche in Australia, dove ha riscosso un particolare successo, e venendo certificata disco di platino per ben quattro volte. Anche in Canada la canzone è stata certificata disco di platino due volte, mentre in Italia disco d'oro, superando le 25.000 vendite.
La canzone è stata un successo anche nel Regno Unito, dove ha toccato il quarto posto dell'Official Singles Chart, e in Nuova Zelanda, dove ha dominato il quinto posto delle classifiche per due settimane consecutive.

## Nella cultura di massa
You Don't Own Me è una delle canzoni principali, assieme a Purple Lamborghini e a Sucker for Pain, di Suicide Squad: The Album, colonna sonora del film di grande successo del 2016 Suicide Squad.
La canzone è stata successivamente utilizzata nel marzo del 2017 come sigla d'apertura dell'ottavo episodio della prima stagione di Riverdale.
Nel 2018 la traccia ha inoltre funto da sottofondo musicale per lo spot pubblicitario della Ford Mustang, recitato dalle attrici Helen Hunt ed Evan Rachel Wood.

## Tracce
1. You Don't Own Me – 3:15 (John Madara, David White, Gerald Gillum)